# Francisco Borrell
Francisco Borrell Valls, En catalán: Francesc Borrell i Valls (nacido el 17 de julio de 1934 en San Baudilio de Llobregat, Barcelona) es un exjugador de baloncesto español. Con 2.00 de estatura, jugaba en el puesto de pívot.

## Trayectoria
Es uno los primeros jugadores españoles en llegar a los 2 metros. En un principio practicó otros deportes como el rugby, muy popular en su San Baudilio natal, jugando en el Unió Esportiva Santboiana y al fútbol en el Centre Catalá, pero después de ver un partido amistoso del Aismalíbar Montcada, cambió de balón y se pasó al baloncesto, enrolándose en el Ateneu Santboiá. Se traslada a Zaragoza para estudiar la carrera de veterinaria, jugando en diversos equipos zaragozanos como Helios, Iberia, y Stadium Casablanca, y después prosigue los estudios en Madrid, jugando en el Hesperia, entonces filial del Real Madrid. Juega en primera división durante 3 años, 2 en el Aismalíbar Montcada y uno en el Español. Dos años después de retirarse, y compaginándolo con su trabajo de veterinario jugó en el Sícoris de Lérida, donde juega dos años.

## Internacionalidades
Fue internacional con España en 15 ocasiones
. Participó en los siguientes eventos:
- Eurobasket 1959: 15 posición.